# محمدمهدی‌خان امیرمظفر
محمد مهدی خان نوری اسفندیاری ملقب به امیر مظفر از جنگاوران و خوانین نور بود. وی همچنین فرزند میرزا نبی خان و از نوادگان کوه نور بود. وی در درگاه ناصرالدین شاه و مظفرالدین شاه بوده و مورد احترام اهل دربار و خوانین مازندران و رجال زمان خود بود.
وی همچنین پشتیبان مشروطه بود و در ساخت انجمن تبرستان به رهبری امیر موید سوادکوهی نقش داشت. وی همچنین در دولت به درجه سرتیپی و سپس به امیرنویانی رسید. همچنین وی را در دولت با لقب مظفر الممالک می‌شناختند.

## رویداد اردوگاه برق
در آینده پافشاری‌ها و مقاومت‌های او و بستگانش در برابر فشارهای دولت مرکزی تهران رخدادهایی را در سال ۱۳۲۹ پیش می‌آورد که ان را با نام اردوگاه برق می‌شناسیم. اردوگاهی که دشمنان اسفندیاریان از برای درگیری‌های محلی، بهره جویی کردند و به خانه امیر مظفر و برادرش سالار حشمت یورش بردند و همه جواهرات و ثروتشان را به تاراج بردند و خانه شان را به آتش کشیدند؛ این دو برادر و خانواده شان به روستای اوزکلا پناه بردند و مردم اوزکلا با مهربانی و ارجمندی از آنان پذیرایی کردند و چند روزی مهمان داری کردند.

## کشته شدن
ماجرای کشته شدن امیر مظفر هنوز ناشناخته است اما بر پایه کتاب خاندان اسفندیاری نوشته اسداله اسفندیاری ماجرا کشته شدن او نوشته شده:
در سال ۱۳۳۱ هجری قمری برابر با ۱۲۹۱ خورشیدی سالارالدوله از گرگان به مازندران آمد و هدف این بود نیروهایش را بدون زد و خورد از تنکابن و نور بگذراند اما برای اینکار نیاز داشت از خوانین مازندران بهره ببرد تا نیروهایش را تندرست از نور بگذراند.
وی از خوانین مازندران کمک خواست چرا که علینقی خان خلعتبری (امیر اسعد) فرزند محمدولی خان سپهسالار اعظم تنکابنی، به همراه پسرش گردی از سواران خود را برای درگیری با نیروهای سالارالدوله آماده کرده بود. امیر مظفر چندان از درگیری سالارالدوله با امیر اسعد خشنود نبود شاید به دلیل ارتباط خانوادگی وی با امیر اسعد.
بنابر درخواست امیر اسعد، امیر مکرم (سردار لاریجانی) برای جلوگیری از جنگ، به امیر مظفر درخواست دادند تا از گذر نیروهای سالارالدوله جلوگیری کنه. امیر مظفر نه تنها نتوانست سالارالدوله را از این کار بازدارد وانگه سالارالدوله او و سوارانش را به زور با خود به سوی بارفروش (بابل) برد. امیر مظفر در راه پی در پی به دنبال گریختن از چنگ سالارالدوله بود و حتی نیز هنگام گذر از روستای رستمرود وی تلاش کرد به بهانه جابجایی اسب‌ها و دیدار به آشنایان از سالارالدوله جدا شود اما سالارالدوله به او چنین اجازه ای نداد و بدون ایستادن او را با خود به روستای صلاح الدین برد و سوار کشتی شدند و در شهسوار پیاده شدند.
سالارالدوله امیر مظفر را بدون هیچ تفنگی نزد امیر اسعد فرستاد تا او را از جنگ بازدارد. امیر مظفر و امیر اسعد به گفتگو نشستند و بنابر پسند هر دو آنان شب را در روستای امیرآباد در تنکابن به سر بردند؛ در همان شب ناگاه میان سواران سالارالدوله و امیر اسعد درگیریی رخداد که در این رخداد یکی از فرزندان امیر اسعد تیر خورد و کشته شد. هر دو سوی کشته‌هایی دادند.
سرانجام بدخواهان امیرمظفر که این رویداد را از چشم او می‌دیدند، نقشه کشتن او را کشیدند و او را به گونه ای که در کتاب نوشته نشده کشتند.

## شیوه کشته شدن
بنابر گزارش‌های گفتاری برخی از آشنایان این شخصیت: امیر مظفرخان همراه برخی از همراهانش در همان محل از روی پلی گذر می‌کردند که گروهی از بدخواهان وی در میانه راه کمین کرده بودند و به وسیله یک تفنگ برنوی بلژیکی وی را هدف قرار دادند و امیر مظفر در همان مکان کشته شد. بنابر روایت کتاب جنازه او به وسیله سید صادق مجتهد تنکابنی در همان‌جا دفن شد.